# قرية سنام
قرية سنام :هي موقع أثري في السودان، تقع على الضفة الشرقية لنهر النيل، على بعد حوالي خمسة كيلومترجنوب جبل البركل في وسط مدينة مروي اليوم.

## الأثار
تم العثورعلى أطلال واسعة في سنام، بما في ذلك معبد آمون، الذي من المحتمل أن يكون قد بناه الملك طهارقة، وهناك بقايا أبنية أخرى ومقبرة كبيرة بها 1550 قبراً تتميز أكثر المقابر بلبساطة، يُعتقد أن هذه الآثار كانت جزء من بقايا مدينة نبتة العاصمة الأولى لمملكة كوش.
كانت الآثار والمعابد مدرجة على قائمة اليونسكو للتراث العالمي منذ عام 2003، إلى جانب المباني الأخرى في المنطقة.

## انظرأيضا
- قائمة مواقع التراث العالمي في السودان

## الصور

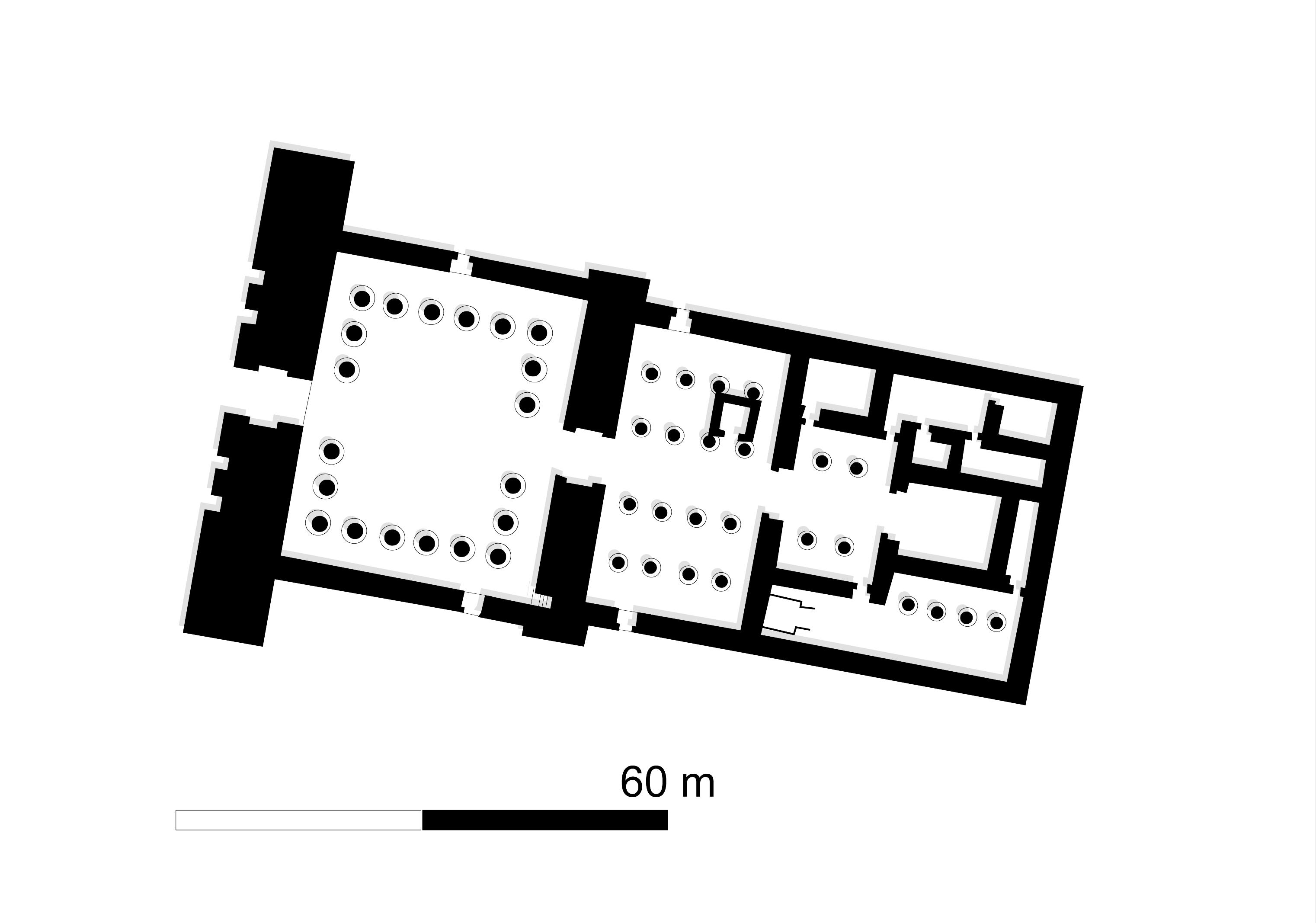
مخطط معبد سنام
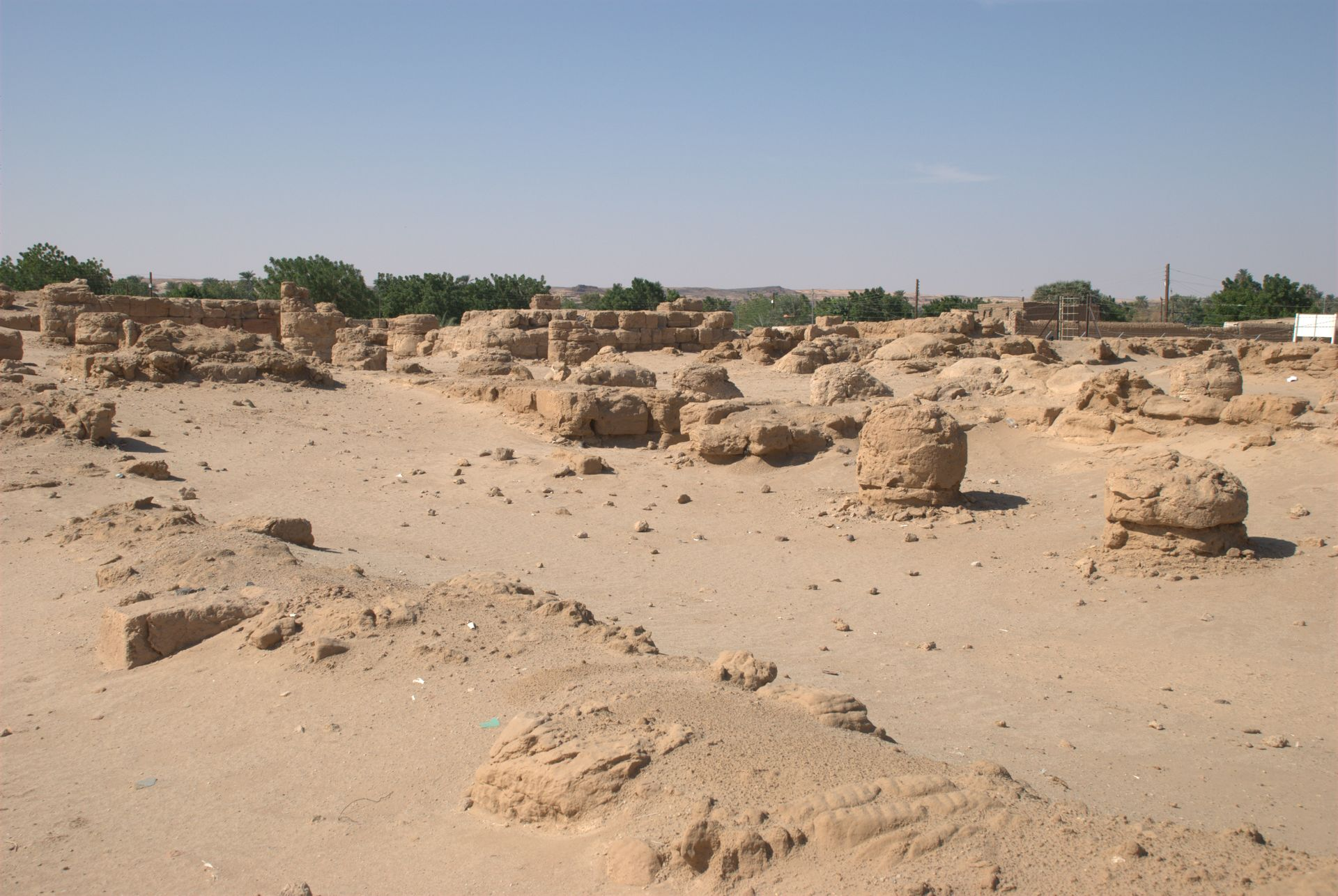